# 德馬斯山脈
75°0′S 133°45′W / 75.000°S 133.750°W
德馬斯山脈（英語：Demas Range）是南極洲的山脈，位於瑪麗伯德地，長15公里，最高點是海拔高度1,115米的古爾希吉安山，美國地質調查局根據測量和該國海軍的空中照片繪入地圖。